# Evy Hermans
Evy Hermans is een personage uit de Vlaamse televisieserie Familie. Het personage werd van 20 september 2006 tot 3 november 2013 gespeeld door Sofie Truyen. Vanaf 4 november 2013 nam Marianne Devriese de rol over. Ze vertolkte deze rol tot het overlijden van Evy op 29 november 2018 en maakte daarna een korte comeback in de webreeks Koorts als hallucinatie van Marie.
Later kwam ze terug als een nieuw personage, haar tweelingzus Iris.

## Overzicht
Evy komt in contact met Maarten Van den Bossche wanneer ze als afwashulpje werkt in restaurant De Lork, waar hij op dat moment stage loopt. Ze is een echte losbol en wat speels geflirt groeit al snel uit tot een relatie. Hieraan komt een einde wanneer ze verliefd wordt op Pierrot Van den Bossche, de neef van Maarten.
Ze is de buitenechtelijke dochter van advocaat André Verhelst. Na al die jaren zoeken de twee eindelijk contact, maar het noodlot slaat toe wanneer hij geveld wordt door een hartaanval. Wanneer ook Evy meermaals in elkaar zakt, blijkt dat ze de hartkwaal van haar vader geërfd heeft. Tot haar grote frustratie moet ze haar vrij sportief leven vaarwel zeggen.
Wanneer Pierrot haar bedriegt met Malika Van Gils, komt een eind aan hun relatie. Hoewel Pierrot er duidelijk alles aan doet om een tweede kans te krijgen, wil Evy gewoon vrienden blijven. Niko Schuurmans ziet nadien zijn kans om haar te verleiden, maar ze lijkt niet geïnteresseerd in hem. Later worden Pierrot en Evy terug een koppel en vertrekken ze naar Afrika.
Als ze afstudeert als criminologe, wil Evy zo snel mogelijk een job vinden, maar de jobs in haar richting zijn helaas niet zo talrijk. Als ze na 5 maanden nog steeds geen job heeft gevonden besluit ze het over een andere boeg te gooien en beslist ze om in andere richtingen op zoek te gaan naar een job. Op dat moment komt Dirk met een voorstel. Hij stelt Evy voor om te solliciteren voor de job van humanresourcesmanager in de VDB-holding. Bij haar sollicitatie wordt helaas echter duidelijk dat de directie op zoek is naar iemand met meer ervaring. Uiteindelijk gaat Evy als tweede directiesecretaresse aan de slag, naast Gerda.
Een tijd nadat Evy en Pierrot uit elkaar zijn gegaan omwille van zijn overspel met Leki, besluit Pierrot te vertrekken naar Centraal-Amerika waar hij gaat werken voor Vredeseilanden. Evy zit hierna kort in de put. In de periode vlak nadat ze uit elkaar zijn trekt ze zich vooral op aan Rita, de moeder van Pierrot omdat ook zij vindt dat haar zoon te ver is gegaan.
Nadat ze Jana Pleysier heeft geholpen om eens en voor altijd met Chris te breken, bekent Jana dat ze gevoelens heeft gekregen voor Evy. Evy gaat hier oorspronkelijk niet op in omdat ze ervan overtuigd is dat ze hetero is, maar even later ontdekt ze dat ze verliefd wordt op Jana. Nadat de twee samen zijn gaan kajakken met Maarten en Roos en Evy gevallen is, verzorgt Jana Evy bij Mieke thuis. Terwijl ze een film kijken, wordt Evy afgeleid door haar gevoelens voor Jana. Ze kussen en starten uiteindelijk een relatie. Nu zijn de twee vrouwen op zoek naar een spermadonor omdat ze dolgraag een kindje willen. En ze hebben de donor meteen gevonden: Niko. Sinds Niko donor is, begint er iets te bloeien tussen Evy en Niko. Jana kwam dit te weten en maakte het uit, Niko maakte het ook uit. Mieke maakte het dan ook uit met Niko. Er heerste lang rivaliteit tussen Mieke en Evy, maar nu zijn ze terug beste vriendinnen en gaan ze zelfs samenwonen.
Evy raakt zwanger en is van plan een bewust ongehuwde moeder te worden. Ze krijgt een miskraam te verwerken en zoekt contact op met haar moeder bij wie ze een tijdje gaat wonen. Uiteindelijk komt Evy terug naar haar vrienden om hen gelukkig nieuwjaar te wensen en blijkt ze stilaan haar draai terug te vinden.
Op aflevering 69 van het 28e seizoen (2018) werd Evy vermoord door Marie door een uit de hand gelopen ruzie. Dit was dan ook de laatste aflevering van het personage. 

## Trivia
- De dood van Evy betekende niet meteen het vertrek van Marianne Devriese uit Familie. Van februari 2019 tot december 2021 was ze opnieuw in de reeks te zien als Iris Massant, de tweelingzus van Evy.